# تپه صوفی ۱
تپه صوفی ۱ مربوط به سدهٔ ۱۰ تا ۱۳ ه.ق است و در شهرستان کرمانشاه، بخش کوزران، دهستان سنجابی، ۱ کیلومتری روستای چغاخزان واقع شده و این اثر در تاریخ ۲۶ اسفند ۱۳۸۶ با شمارهٔ ثبت ۲۱۷۸۷ به‌عنوان یکی از آثار ملی ایران به ثبت رسیده است.